# روبرت إم. ويبستر
روبرت إم. ويبستر (بالإنجليزية: Robert M. Webster)‏ هو ضابط أمريكي، ولد في 19 أكتوبر 1892 في بوسطن في الولايات المتحدة، وتوفي في 1 مارس 1972.